# Michel Efimoff
Michel Efimoff, né le 1er novembre 1881 à Smolensk est mort au début de la révolution russe ; il était un pionnier de l'aviation. Il obtint, le 15 février 1910 le brevet de pilote de l'Aéro-Club de France N° 31.

## Biographie
Le 31 janvier 1910, Aka Michel Efimoff est parvenu à battre le record de durée à deux en aéroplane à Mourmelon-Le-Grand, avec un vol d'une heure et cinquante minutes, contre heure et trente-sept minutes pour Orville Wright le tenant du titre, mais la tentative n'était pas officielle, donc Orville reste le recordman en la matière.
En avril 1910, il participe au meeting aérien de Nice et le 23 avril 1910 à la course d’aéroplanes Nice – Cap Ferrat et retour (24 kilomètres) dans le cadre de cette manifestation, aux côtés des pilotes Métrot, Rolls, Chavez, Riemsdyck, Duray, Van den Born et Hubert Latham, dont ce dernier sera le vainqueur en 16 min, 46 s, 3/5.
En mai 1910, Michel Efimoff fait partie des aviateurs engagés dans le meeting aérien de Vérone, aux côtés entre autres du Français Paulhan ou encore du Franco-Américain Duray qui va d'ailleurs se blesser lors de cette manifestation.
Le 7 juin 1910, il fait une chute avec son avion au meeting de Budapest. Il participe à la Grande Semaine d'aviation de Rouen en juin 1910.

Michel Efimoff sur une image de la collection George Grantham Bain de la Bibliothèque du Congrès.